# Мусса Ліман
Мусса Ліман (фр. Moussa Limane, нар. 7 травня 1992, Бангі) — центральноафриканський футболіст, нападник. Виступав, зокрема, за клуби «кальчіо еме Аррондіссемент», «Аль-Ахлі» (Шенді) та «Каспій», а також національну збірну ЦАР.

## Клубна кар'єра
Вихованець клубу «8-еме Аррондіссемен». У дорослому футболі дебютував 2011 року виступами за команду клубу «Аль-Ахлі» (Шенді). Своєю грою за цю команду привернув увагу представників тренерського штабу клубу «8-еме Аррондіссемен», до складу якого приєднався 2012 року. Відіграв за команду один рік. 2013 року повернувся до клубу «Аль-Ахлі» (Шенді). Цього разу провів у складі його команди один сезон. 
22 лютого 2015 року підписав контракт з «Кизилжаром».
До складу клубу «Каспій» приєднався 2016 року. По завершенні сезону 20117 років залишив клуб. 

## Виступи за збірну
2013 року дебютував в офіційних матчах у складі національної збірної ЦАР.

### Голи за збірну
Гори та результати збірної ЦАР у таблиці наведено на першому місці.
| №  | Дата            | Місце                                                      | Суперник   | Рахунок | Результат | Змагання              |
| -- | --------------- | ---------------------------------------------------------- | ---------- | ------- | --------- | --------------------- |
| 1. | 24 березня 2016 | Муніципальний стадіон Магамасіни, Антананаріву, Мадагаскар | Мадагаскар | 1–1     | 1–1       | кваліфікація КАН 2017 |
| 2. | 28 березня 2016 | Бартоломью Боганда, Бангі, ЦАР                             | Мадагаскар | 2–1     | 2–1       | кваліфікація КАН 2017 |